# Classic Loire Atlantique 2019
La Classic Loire Atlantique 2019, ventesima edizione della corsa e valida come evento dell'UCI Europe Tour 2019 categoria 1.1, si svolse il 30 marzo 2019 su un percorso di 182,8 km, con partenza e arrivo a La Haie-Fouassière, in Francia. La vittoria fu appannaggio del francese Rudy Barbier, il quale completò il percorso in 4h28'10", alla media di 40,90 km/h, precedendo il connazionale Marc Sarreau e l'irlandese Rory Townsend.
Sul traguardo di La Haie-Fouassière 86 ciclisti, su 123 partenti, portarono a termine la competizione.

## Squadre e corridori partecipanti
| N.    | Cod. | Squadra                       |
| ----- | ---- | ----------------------------- |
| 1-7   | ALM  | AG2R La Mondiale              |
| 11-16 | GFC  | Groupama-FDJ                  |
| 21-27 | ANS  | Androni Giocattoli-Sidermec   |
| 31-37 | PCB  | Team Arkéa-Samsic             |
| 41-47 | COF  | Cofidis, Solutions Crédits    |
| 51-57 | DMP  | Delko Marseille Provence      |
| 61-67 | TDE  | Direct Énergie                |
| 71-77 | EUS  | Euskadi Basque Country-Murias |
| 81-86 | ICA  | Israel Cycling Academy        |

| N.      | Cod. | Squadra                         |
| ------- | ---- | ------------------------------- |
| 91-97   | RLY  | Rally UHC Cycling               |
| 101-107 | SVB  | Sport Vlaanderen-Baloise        |
| 111-117 | VCB  | Vital Concept-B&B Hotels        |
| 131-137 | ABB  | BHS-Almeborg Bornholm           |
| 141-147 | DHB  | Canyon dhb p/b Bloor Homes      |
| 151-157 | CIB  | Cibel-Cebon                     |
| 161-167 | EVO  | EvoPro Racing                   |
| 171-177 | NRL  | Natura4Ever-Roubaix-Lille Métr. |
| 181-187 | AUB  | St Michel-Auber 93              |

## Ordine d'arrivo (Top 10)
| Pos. | Corridore        | Squadra       | Tempo    |
| ---- | ---------------- | ------------- | -------- |
| 1    | Rudy Barbier     | Israel        | 4h28'10" |
| 2    | Marc Sarreau     | Groupama      | s.t.     |
| 3    | Rory Townsend    | Canyon        | s.t.     |
| 4    | Adam de Vos      | Rally         | s.t.     |
| 5    | Jonathan Hivert  | Direct        | s.t.     |
| 6    | Kévin Réza       | Vital Concept | s.t.     |
| 7    | Gianni Marchand  | Cibel         | s.t.     |
| 8    | Alexandre Geniez | AG2R          | s.t.     |
| 9    | Kévin Le Cunff   | Auber 93      | s.t.     |
| 10   | Thibault Ferasse | Natura4Ever   | s.t.     |